# Cornaline
 (mai 2020).
Si vous disposez d'ouvrages ou d'articles de référence ou si vous connaissez des sites web de qualité traitant du thème abordé ici, merci de compléter l'article en donnant les références utiles à sa vérifiabilité et en les liant à la section « Notes et références ».
La cornaline (étymologie : le fruit rouge du cornouiller (Cornus mas), qui tire son nom du latin cornu (qui signifie corne, car le bois en est dur comme de la corne) est une variété de calcédoine rouge. Elle est principalement utilisée en bijouterie.

## Couleur et contrefaçons
La cornaline est une pierre de couleur unie.
La plupart des pierres proposées à la vente sont en fait des agates teintées dans une solution de nitrate de fer et présentent souvent des lignes multicolores.
La cornaline est de la couleur proche de l'orchidien, variété d'orchidée. L'industrie donne le nom d'« orchidien » à une pierre synthétique dont la forme moléculaire est proche d'une roche de météore.

## Gisements
Les gisements se trouvent principalement en Inde, au Brésil et en Uruguay.
Les Garamantes faisaient commerce de cornaline jusqu'à leur déclin.

## Références historiques et culturelles

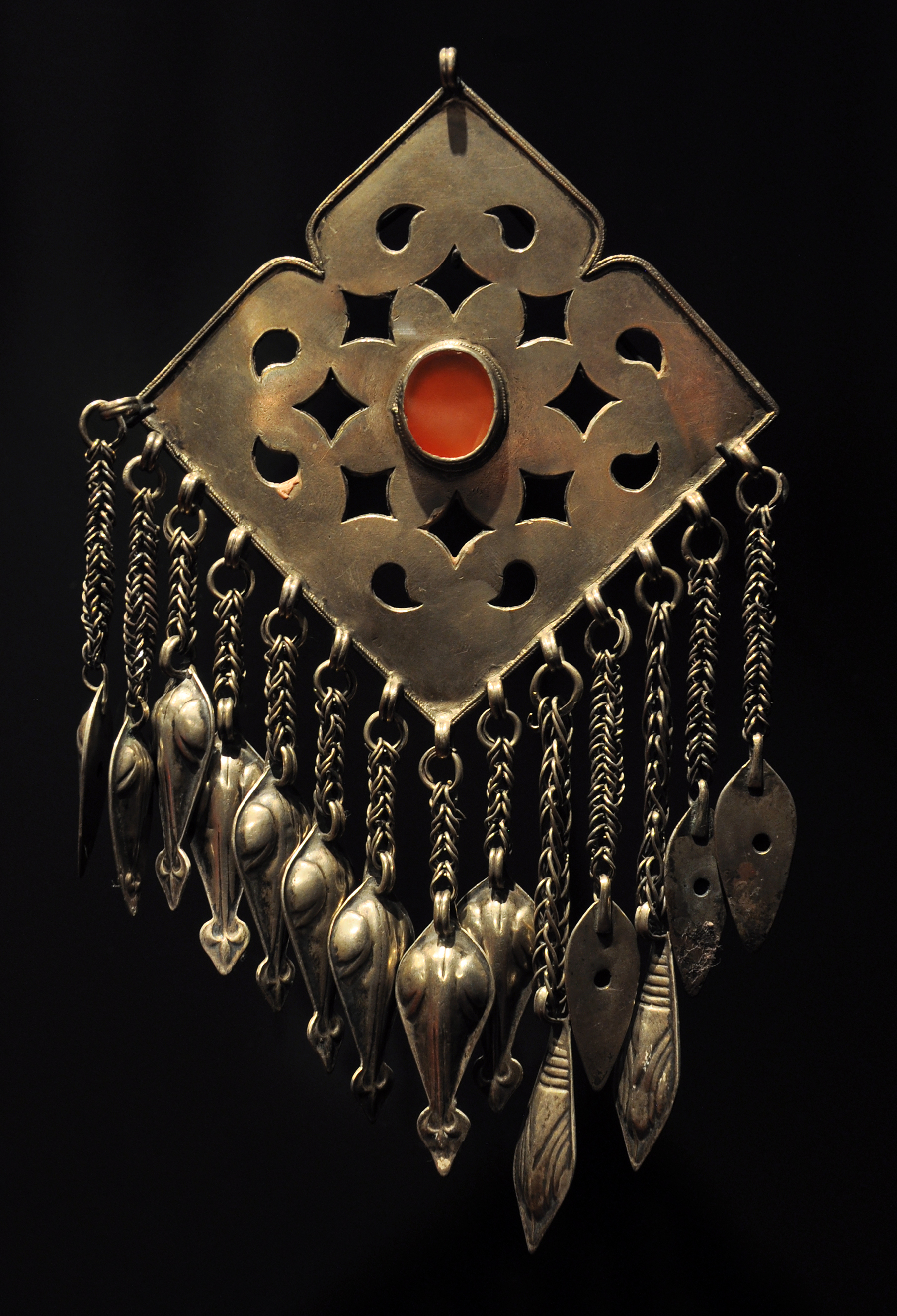
Bijou turkmène serti d'une cornaline.
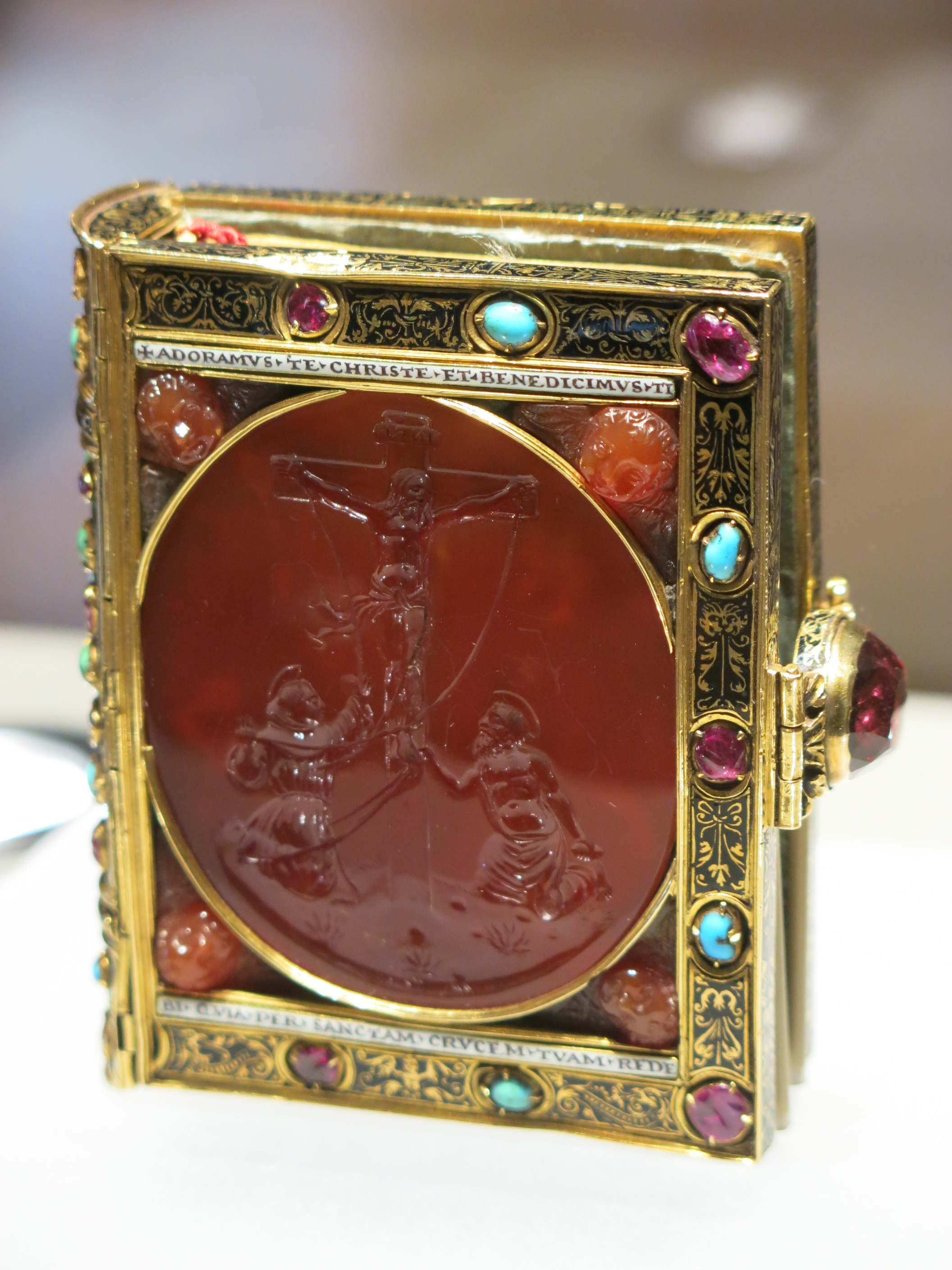
Le Livre d'heures de François Ier avec l'intaille de cornaline sur la couverture.